# Breaking tại Thế vận hội Mùa hè 2024
Breakdance tại Thế vận hội Mùa hè 2024 diễn ra từ ngày 9 đến ngày 10 tháng 8 tại Place de la Concorde, đánh dấu sự ra mắt chính thức của môn thể thao này trong chương trình thi đấu và là môn khiêu vũ thể thao đầu tiên xuất hiện trong lịch sử Thế vận hội Mùa hè. Sau lần ra mắt thành công tại Thế vận hội Trẻ Mùa hè 2018 ở Buenos Aires, breaking đã được xác nhận là một trong ba môn thể thao bổ sung, cùng với leo núi thể thao và lướt sóng, được chấp thuận cho Paris 2024. Giải đấu có tổng cộng ba mươi ba vận động viên (mười sáu b-boy và mười bảy b-girl) tham gia các trận đấu đơn đối kháng trực tiếp. Chủ tịch IOC Thomas Bach cho biết việc bổ sung breaking là một phần trong nỗ lực thu hút sự quan tâm của giới trẻ đến Thế vận hội.

## Sự bổ sung
Breaking được đưa vào thi đấu tại Thế vận hội Mùa hè 2024 ở Paris như một môn thể thao tùy chọn (tạm thời). Mặc dù Hoa Kỳ là nơi khai sinh của breakdance, nhưng môn thể thao này không được đưa vào Thế vận hội Mùa hè 2028 tại Los Angeles; về việc loại bỏ bộ môn này trong kỳ Thế vận hội kế tiếp, giám đốc thể thao của IOC Kit McConnell cho rằng "mỗi ủy ban tổ chức địa phương phải tự quyết định môn thể thao [bổ sung] nào phù hợp với tầm nhìn của họ về Thế vận hội. Rõ ràng là breaking phù hợp với tầm nhìn của Paris về một sự gắn kết đô thị tập trung vào giới trẻ." Đối với LA 2028, bóng chày, bóng mềm, cricket, bóng bầu dục giật cờ, lacrosse và bóng quần đã được chấp thuận. Liên đoàn Khiêu vũ thể thao Thế giới (WDSF), cơ quan quản lý môn thể thao này, được cho là đang nỗ lực thúc đẩy việc đưa breaking vào Thế vận hội Mùa hè 2032 ở Brisbane.

## Thể thức
Giải đấu breaking bao gồm hai nội dung tranh huy chương theo giới tính (một dành cho nam và một dành cho nữ) với mười sáu B-Boy và mười sáu B-Girl cùng tranh tài với nhau.
Cuộc thi bắt đầu bằng giai đoạn đấu vòng tròn tính điểm. 16 breaker tham gia được chia thành bốn bảng và thi đấu nhảy cùng những người khác trong bảng của mình trong thời gian một phút. Hai breaker có kết quả tốt nhất từ mỗi bảng tiến vào vòng loại trực tiếp, nơi những người tham gia sẽ bị loại khỏi cuộc thi nếu thua trong trận đấu một đối một.

### Chấm điểm
Người chiến thắng được xác định bởi một hội đồng gồm chín giám khảo, những người chấm điểm cho mỗi trận đấu dựa trên năm tiêu chí, mỗi tiêu chí chiếm một phần năm số điểm tối đa. Các tiêu chí bao gồm:
- Kỹ thuật: Thực hiện chính xác các động tác, cũng như tính thể thao, kiểm soát cơ thể, động lực, kiểm soát không gian, hình thức, đường nét và hình dạng.[7]
- Sự đa dạng: Số lượng và sự đa dạng của các động tác. Một số điểm cao đòi hỏi phải thực hiện nhiều động tác khác nhau ở nhiều tư thế. Các động tác được nhóm thành toprock (các yếu tố nhảy được thực hiện khi đứng), downrock (xoay tròn trên sàn, kết hợp với các bước chân, thả người và chuyển tiếp) và freeze (dừng lại ở tư thế nhào lộn).[7]
- Cách thể hiện: Việc thực hiện các động tác một cách gọn gàng và phân biệt các động tác với nhau sao cho chúng trôi chảy nhưng không hòa lẫn vào nhau.[7]
- Khả năng cảm thụ âm nhạc: Cách breaker phản ứng và thể hiện âm nhạc, do DJ của giải đấu cung cấp và các vận động viên không được biết trước trận đấu.[7]
- Tính độc đáo: Người nhảy "gây ấn tượng" cho khán giả bằng cách biến điệu nhảy thành của riêng họ.[7]

## Vòng loại
Tổng cộng có 32 suất (chia đều cho các B-Girl và B-Boy) dành cho các vũ công đủ điều kiện tham gia tranh huy chương lần đầu tiên ở môn breakdance. Các NOC có thể cử tối đa bốn vận động viên (hai người cho mỗi giới tính) trong hai nội dung tranh huy chương.
Hơn tám mươi phần trăm tổng số suất được phân bổ cho một số lượng lớn breaker thông qua lộ trình vòng loại ba bên. Đầu tiên, Giải vô địch thế giới WDSF 2023, diễn ra từ ngày 23 đến 24 tháng 9 tại Leuven (Bỉ), đã trao cho nhà vô địch B-Boy và B-Girl một suất tham dự trực tiếp tại Paris 2024. Thứ hai, năm cặp suất tham dự được phân bổ cho những vận động viên đủ điều kiện có thứ hạng cao nhất (một B-Boy và một B-Girl) tham gia tranh tài ở mỗi giải đấu châu lục được chỉ định (châu Phi, châu Mỹ, châu Á, châu Âu và châu Đại Dương). Những vận động viên còn lại đã được trao cơ hội cuối cùng để giành suất đến Paris 2024 thông qua vòng loại Thế vận hội kéo dài bốn tháng, được tổ chức từ tháng 3 đến tháng 6 năm 2024 tại nhiều địa điểm khác nhau trên toàn thế giới.
Nước chủ nhà Pháp được dành một suất cho một B-Boy và một B-Girl trong các nội dung tương ứng của mình, trong khi bốn suất nữa (hai suất cho mỗi giới tính) được trao cho các NOC đủ điều kiện quan tâm cho các vận động viên của mình tham gia tranh tài tại Paris 2024 thông qua diện đặc cách. Để được đăng ký một suất theo diện đặc cách, các vận động viên phải nằm trong top 32 của các nội dung tương ứng trên bảng xếp hạng cuối cùng của vòng loại Thế vận hội.

## Các giám khảo và DJ
Các giám khảo của cuộc thi bao gồm:
| Tên                       | Biệt danh | NOC           | Vai trò              |
| ------------------------- | --------- | ------------- | -------------------- |
| Martin Gilian             | MGbility  | Slovakia      | Trưởng ban giám khảo |
| Judes Ferdinand Abdoul    | Dom:k     | France        | Giám khảo            |
| Dae Kyun Hwang            | Virus     | South Korea   | Giám khảo            |
| Moises Rivas              | Moy       | United States | Giám khảo            |
| Messias Chardison Pereira | Migaz     | Brazil        | Giám khảo            |
| Andrii Kurnosov           | Intact    | Ukraine       | Giám khảo            |
| Jess Heredia Rodriguez    | Jess      | Spain         | Giám khảo            |
| Kazuhiro Arakaki          | Kazuhiro  | Japan         | Giám khảo            |
| Friederike Frost          | Frost     | Germany       | Giám khảo            |
| Jiulong Lian              | Kowloon   | China         | Giám khảo            |

Các DJ của nội dung này là Plash One đến từ Ba Lan và DJ người Mỹ Fleg. João Mário Oliveira Freitas (Max) và Malik Ali Moujouil (Malik) là những người dẫn chương trình.

## Lịch thi đấu
| Q | Vòng loại | F | Chung kết |

| Nội dung ↓ / Ngày → | T6 9 | T6 9 | T7 10 | T7 10 |
| ------------------- | ---- | ---- | ----- | ----- |
| B-Boy               |      |      | Q     | F     |
| B-Girl              | Q    | F    |       |       |

## Tóm tắt huy chương

### Bảng huy chương
| Hạng               | Đoàn               | Vàng | Bạc | Đồng | Tổng số |
| ------------------ | ------------------ | ---- | --- | ---- | ------- |
| 1                  | Nhật Bản           | 1    | 0   | 0    | 1       |
| 1                  | Canada             | 1    | 0   | 0    | 1       |
| 3                  | Pháp               | 0    | 1   | 0    | 1       |
| 3                  | Litva              | 0    | 1   | 0    | 1       |
| 5                  | Trung Quốc         | 0    | 0   | 1    | 1       |
| 5                  | Hoa Kỳ             | 0    | 0   | 1    | 1       |
| Tổng số (6 đơn vị) | Tổng số (6 đơn vị) | 2    | 2   | 2    | 6       |

### Danh sách huy chương
| Nội dung | Vàng                              | Bạc                              | Đồng                              |
| -------- | --------------------------------- | -------------------------------- | --------------------------------- |
| B-Boys   | Philip Kim · Phil Wizard · Canada | Danis Civil · Dany Dann · Pháp   | Victor Montalvo · Victor · Hoa Kỳ |
| B-Girls  | Ami Yuasa · Ami · Nhật Bản        | Dominika Banevič · Nicka · Litva | Lưu Thanh Y · 671 · Trung Quốc    |

## Tranh cãi
Sự kiện đã phần nào bị lu mờ và bị ảnh hưởng bởi tranh cãi phát sinh trên mạng xã hội về màn trình diễn và lựa chọn trang phục của vận động viên người Úc Rachael Gunn, bao gồm cả một thời gian dài bị bắt nạt trực tuyến sau khi thông tin sai lệch về quá trình tuyển chọn được lan truyền.